# عبد العزيز قردة
عبد العزيز قَرْدة، من مواليد 2 ديسمبر 1946 في قصبة الجزائر، ممثل جزائري.

## الأفلام والمسلسلات

### المسرح
- 2005: سليمان اللوك
- 2010: Super Miiir

### السينما
- 1982: حسان الطاكسي لـمحمد سليم رياض
- 1993: شرف القبيلة لـمحمود زموري، في دور مسعود القهواجي
- 2007: موريتوري
- 2015: Le Marin
- 2015: سركاجي

### التلفزيون
- 2004-2006: ناس ملاح سيتي، دور مختلف في كل حلقة
- 2006: الزرع ينبت
- 2006: بيناتنا
- 2007: موعد مع القدر
- 2009: بين البارح واليوم
- 2013: دار البهجة
- 2015: السلطان عاشور العاشر